# Behringen (Stadtilm)
Behringen is een dorp in de Duitse gemeente Stadtilm in het Ilm-Kreis in Thüringen. Het dorp wordt voor het eerst vermeld in een oorkonde uit 1188.

## Geschiedenis
In 1950 werd Behringen deel van de gemeente Niederwillingen, die in 1996 opging in de gemeente Ilmtal, die op 6 juli 2018 opging in de gemeente Stadtilm.